# Rivière Rigoumabe
La rivière Rigoumabe traverse la municipalité de Saint-Valérien et la ville de Rimouski, dans la municipalité régionale de comté (MRC) de Rimouski-Neigette, dans la région administrative du Bas-Saint-Laurent, au Québec, au Canada.
Cette rivière se déverse sur la rive ouest de la rivière Rimouski, laquelle coule vers le nord jusqu'à la rive sud du fleuve Saint-Laurent où elle se déverse au cœur de la ville de Rimouski.

## Géographie

### Cours
La rivière Rigoumabe prend sa source au lac du Notaire-Gagnon (longueur : 0,4 km ; altitude : 197 m) dans la municipalité de Saint-Valérien, dans les monts Notre-Dame. L'embouchure du lac du Notaire-Gagnon est situé à 9,1 km au sud-est du littoral sud-est du fleuve Saint-Laurent, à 7,9 km au sud-est du centre du village Le Bic et à 3,0 km au sud-est du centre du village de Saint-Valérien.
À partir de l'embouchure du lac du Notaire-Gagnon, la rivière Rigoumabe coule sur 10,3 km, réparatis selon les segments suivants :
- 1,5 km vers le nord-est, jusqu'à la décharge du lac à Vaillancourt (venant du sud-ouest) ;
- 2,0 km vers le nord-est, jusqu'à un ruisseau (venant du nord) ;
- 1,4 km vers le nord-est, puis le sud-est, jusqu'à un ruisseau (venant du sud-ouest) ;
- 1,9 km vers le nord-est, jusqu'à un ruisseau (venant du nord) ;
- 1,9 km vers le nord-est, jusqu'à la limite de la ville de Rimouski ;
- 1,6 km vers le nord-ouest, jusqu'à sa confluence.

La rivière Rigoumabe se déverse sur la rive ouest de la rivière Rimouski. Cette confluence est située à 8,5 km au sud-est du littoral sud-est du fleuve Saint-Laurent, à 0,4 km en amont de la confluence de la rivière du Brûlé et à 1,6 km en aval de la confluence de la rivière du Bois Brûlé, à 10,6 km en amont de la confluence de la rivière Rimouski.

## Toponymie
Le toponyme « rivière Rigoumabe » a été officialisé le 29 octobre 1979 à la Commission de toponymie du Québec.